# Хрусталик

Схематическое изображение глаза

Хруста́лик (лат. lens) — прозрачное тело, расположенное внутри глазного яблока между стекловидным телом и радужкой; является биологической линзой, хрусталик составляет важную часть светопреломляющего и светопроводящего аппарата глаза.
Хрусталик представляет собой прозрачное двояковыпуклое округлое эластичное образование, циркулярно фиксированное к цилиарному телу с помощью цинновой связки (лат. zonula ciliaris). Задняя поверхность хрусталика прилегает к стекловидному телу, спереди от него находятся радужка и передняя и задняя камеры.

## Размеры и оптические свойства
Максимальная толщина хрусталика взрослого человека примерно 3,6—5 мм (в зависимости от напряжения аккомодации), его диаметр — около 9—10 мм. Радиус кривизны передней поверхности хрусталика в покое аккомодации равен 10 мм, а задней — 6 мм, при максимальном напряжении аккомодации передний и задний радиус сравниваются, уменьшаясь до 5,33 мм.
Показатель преломления хрусталика неоднороден по толщине и в среднем составляет 1,386 или 1,406 (ядро) также в зависимости от состояния аккомодации.
В покое аккомодации преломляющая сила хрусталика составляет в среднем 19,11 диоптрии, при максимальном напряжении аккомодации — 33,06 дптр.
У новорождённых хрусталик почти шаровидный, имеет мягкую консистенцию и преломляющую силу до 35,0 дптр. Дальнейший рост его происходит, в основном, за счёт увеличения диаметра.
Хрусталик взрослого человека интенсивно поглощает ультрафиолетовое излучение в диапазоне 300—400 нм, чем защищает сетчатку от его повреждающего действия. У детей и у людей с удалённым хрусталиком эта защита ослаблена, и риск повреждения сетчатки повышен.

## Гистологическое строение
В хрусталике выделяют капсулу (сумку), капсулярный эпителий и основное вещество хрусталика.

### Капсула
Снаружи хрусталик покрыт тонкой эластичной бесструктурной капсулой, которая представляет собой однородную прозрачную оболочку, сильно преломляющую свет и защищающую хрусталик от воздействия различных патологических факторов. Капсула при помощи ресничного пояска прикрепляется к ресничному телу.
Толщина капсулы хрусталика по всей его поверхности неодинакова: спереди часть капсулы толще, чем сзади (соответственно 0,008—0,02 и 0,002—0,004 мм), это обусловлено тем, что на передней поверхности под капсулой располагается одиночный слой эпителиальных клеток.
Наибольшей толщины капсула достигает в двух концентричных экватору её поясах — переднем (находится в 1 мм внутри от места прикрепления передних волокон ресничного пояска) и заднем (кнутри от места заднего прикрепления ресничного пояска). Наименьшая толщина капсулы — в области заднего полюса хрусталика.

### Эпителий
Эпителий хрусталика характеризуется как однослойный плоский неороговевающий; главными его функциями являются трофическая, камбиальная и барьерная.
Эпителиальные клетки, соответствующие центральной зоне капсулы (напротив зрачка), уплощены и плотно прилегают друг к другу. Здесь практически не происходит деления клеток.
По мере продвижения от центра к периферии наблюдается уменьшение размера эпителиальных клеток, усиление их митотической активности, а также относительное увеличение высоты клеток так, что в области экватора эпителий хрусталика практически превращается в призматический, образуя ростковую зону хрусталика. Здесь происходит образование так называемых волокон хрусталика. Молодые лентовидные клетки оттесняют старые волокна к центру, формируя ядро хрусталика. Размер и плотность ядра с годами увеличивается и к 45 годам становится достаточно плотным, что приводит к снижению аккомодативных способностей у эмметропов (ухудшение зрения вблизи).

### Вещество хрусталика
Основная масса хрусталика образована волокнами, которые представляют собой клетки эпителия, вытянутые в длину. Каждое волокно представляет собой прозрачную шестиугольную призму. Вещество хрусталика, образованное белком кристаллином, совершенно прозрачно и так же, как другие компоненты светопреломляющего аппарата, лишено сосудов и нервов. Центральная, более плотная часть хрусталика, утратила ядро, укоротилась, и при наложении на другое волокно стала называться ядром, в то время, как периферическая часть образует менее плотную кору.
В процессе внутриутробного развития хрусталик получает питание от артерии стекловидного тела (лат. A. hyaloidea). Во взрослом состоянии питание хрусталика всецело зависит от стекловидного тела и водянистой влаги.

## Дополнительные источники
- Хрусталик / Строева О. Г. // Франкфурт — Чага. — М. : Советская энциклопедия, 1978. — С. 406. — (Большая советская энциклопедия : [в 30 т.] / гл. ред.  А. М. Прохоров ; 1969—1978, т. 28).